# Riitasenjärvi
Riitasenjärvi är en sjö i Finland. Den ligger i kommunen Nyslott i landskapet Södra Savolax, i den sydöstra delen av landet, 290 km nordost om huvudstaden Helsingfors. Riitasenjärvi ligger 82,5 meter över havet. Arean är 6,13 kvadratkilometer och strandlinjen är 28,49 kilometer lång. Sjön  ingår i Vuoksens huvudavrinningsområde. 

## Öar
- Mustasaari (ö i Finland, Södra Savolax, Nyslott, lat 61,98, long 29,03), halvö i Nyslott, 61°58′43″N 29°01′54″Ö / 61.9785°N 29.0318°Ö
- Topulinsaari, ö i Nyslott, 61°59′10″N 29°01′26″Ö / 61.986°N 29.024°Ö (1 ha)
- Tikinsaaret, ö i Nyslott, 61°59′06″N 29°01′49″Ö / 61.9849°N 29.0303°Ö (0 ha)
- Korpsaari (ö i Södra Savolax), ö i Nyslott, 61°57′43″N 29°04′32″Ö / 61.9619°N 29.0756°Ö (2 ha)